# Labuť
Labuť (Cygnus) je rod velkých vodních ptáků, blízce příbuzných s husami. V současnosti se jedná o letu schopné vodní ptáky, v pravěku však měly labutě podobu například i obřích nelétavých forem (jak ukazuje fosilní objev rodu Annakacygna z období miocénu (stáří 11,5 milionu let) z území Japonska).

## Popis
Druhy severní polokoule mají peří čistě bílé, na jižní polokouli žijí labutě mající také černé peří. Australská labuť černá je skoro úplně černá, bílé zůstávají jen letky, jihoamerická labuť černokrká má černý krk. Labuť koskoroba, také jihoamerický druh, je sice bílá, ale primární letky jsou také černé. Žijí v jezerech a rybnících a v jejich okolí.
Nohy jsou černošedé, výjimku tvoří dvě již zmíněné jihoamerické labutě, jejichž nohy jsou růžové. Zobák je červeno-černý nebo žluto-černý. Nohy jsou také samozřejmě přizpůsobeny pohybu ve vodě. Přizpůsobení nohy je takové, že mezi 2.–4. prstem je plovací blána. Postupem času se nohy vodních ptáků měnily např. tak, že se těžiště posunulo do středu hrudi. Díky tomu mají mnohem lepší stabilitu.
V Česku žijí tři druhy labutí: labuť malá, labuť velká a labuť zpěvná. První divoké labutě, které nebyly uprchlicemi ze zoo, se v Čechách objevily až po druhé světové válce.
Dříve byla labuť symbolem boha Apollóna.

## Způsob života
Při letu byly labutě pozorovány (nad Severním Irskem) ve výšce kolem 8 800 metrů. Výškový rekord mezi ptáky drží sup (11,3 km).
V období hnízdění žijí labutě většinou pouze v párech. Mimo hnízdní období se slétají do hejn. Naše labutě mívají většinou po celý život jednoho partnera.

## Potrava
Jako většina vrubozobých, se labutě živí rostlinnou potravou. Labutě se nesmí krmit pečivem – obsahuje pouze sacharidy a sůl, takže ptáci budou podvyživení, mláďata se správně nevyvinou. Pokud chcete labutě a jiné ptáky krmit, nakrmte je obilovinami. Hodit jim můžete žito, oves nebo pšenici.
Nepohrdnou ani kukuřicí, hrachem nebo slupkami od petržele a mrkve. Dále je potěšíte listy salátu, květáku či brokolice.

## Žijící podrody a druhy
- labuť zpěvná (Cygnus cygnus)
- labuť trubač (Cygnus buccinator)
- labuť malá (Cygnus columbianus)
- labuť Bewickova (Cygnus bewickii)
- labuť černá (Cygnus atratus)
- labuť černokrká (Cygnus melancorypha)
- labuť velká (Cygnus olor)
- labuť koskoroba (Cygnus coscoroba)

## Vyhynulé druhy – doba – nález
- labuť chathamská (Cygnus sumnerensis)
- Cygnus csakvarensis (pozdní miocén, v Maďarsku)
- Cygnus mariae (pliocén, v Wickieup, USA)
- Cygnus verae (pliocén, v Sofii, Bulharsko)
- Cygnus liskunae (střední pliocén, v Mongolsku)
- Cygnus hibbardi (raný pleistocén, v Idahu, USA)
- Cygnus sp. (raný pleistocén, v Dursunlu, Turecko)
- Cygnus equitum (střední pleistocén, na Maltě a Sicílii)
- Cygnus falconeri (střední pleistocén, na Maltě a Sicílii)
- Cygnus paloregonus (střední pleistocén, v WC USA)
- Cygnus sp. (pleistocén, v Austrálii)
- Cygnus lacustris (pozdní pleistocén, v Eyreovu jezeru, Austrálie) – jmenovaný Archaeocygnus
- Cygnus bilinicus
- Cygnus herrenthalsi